# ۲۷ مه
۲۷ مه در تقویم گرگوری، صد و چهل و هفتمین (در سال‌های کبیسه صد و چهل و هشتمین) روز سال است. ۲۱۸ روز تا پایان سال باقی است.

## رویدادها
- ۹۲۷ - سیمئون یکم اولین امپراتور بلغار درگذشت.
- ۱۱۹۹ - جان انگلستان ( پرنس جان داستان رابین هود ) در انگلستان به تخت پادشاهی نشست.
- ۱۷۰۳ - پتر کبیر تزار روسیه شهر سنت پترزبورگ را ایجاد کرد.
- ۱۸۶۰ - در طی جنگ اتحاد ایتالیا حمله به شهر پالرمو به فرماندهی جوزپه گاریبالدی آغاز شد.
- ۱۸۸۳ - الکساندر سوم در روسیه با عنوان تزار به قدرت رسید.
- ۱۹۲۷ - شرکت خودروسازی فورد با پایان دادن به خط تولید فورد مدل تی شروع به ساخت فورد مدل ای کرد.
- ۱۹۳۰ - ساختمان کرایسلر با ارتفاع ۳۱۹ متر به عنوان بلندترین سازه دست بشر وقت در نیویورک افتتاح شد.
- ۱۹۳۷ - پل گلدن گیت برای عبور عابرین پیاده در کالیفورنیا گشوده شد.
- ۱۹۴۱ - فرانکلین روزولت رئیس جمهور ایالات متحده در اثنای جنگ دوم جهانی اعلام وضع اضطراری ملی نامحدود کرد.
- ۱۹۴۱ - در اثر غرق شدن نبردناو بیسمارک در طی جنگ دوم جهانی در اقیانوس اطلس شمالی دست کم ۲۱۰۰ نقر کشته شدند.
- ۱۹۵۸ - جنگنده مک‌دانل داگلاس اف-۴ فانتوم ۲ که بیشترین تعداد هواپیمای مافوق صوت تولید شده از یک نوع در آمریکا بود و تعداد ۲۰۹ فروند از این جنگنده در اختیار نیروی هوایی ایران بوده‌است اولین پرواز خود را انجام داد.
- ۱۹۶۰ - کودتایی نظامی در ترکیه دولت دموکراتیک جلال بایار رئیس جمهور این کشور را سرنگون کرد.
- ۱۹۶۵ - قوای آمریکایی در طی جنگ ویتنام برای اولین بار شروع به بمباران مواضع ویت کنگ در ویتنام جنوبی کردند.
- ۱۹۶۷ - در یک رفراندوم برای اصلاح قانون اساسی در استرالیا مردم رأی به شمارش بومیان این جزیره در سرشماری‌ها دادند.
- ۱۹۷۱ - در اثر برخورد دو قطار در ووپرتال در غرب آلمان که منجر به وقوع پیوستن هولناکترین سانحه ریلی آلمان غربی شد ۴۶ نفر کشته شدند.
- ۱۹۷۵ - در بزرگترین حادثه رانندگی تاریخ انگلستان در شهر گرسینگتون واقع در ایالت یورکشایر شمالی در شمال انگلستان ۳۳ نفر کشته شدند.
- ۱۹۹۶ - در طی جنگ اول چچن رئیس جمهور روسیه بوریس یلتسین برای اولین بار با شورشی‌های چچنی برای آتش بس وارد مذاکره شد.
- ۲۰۰۶ - زلزله‌ای به بزرگی ۶٫۲ ریشتر جزیره جاوه اندونزی را لرزاند که به کشته شدن بیش از ۶۶۰۰ نفر منجر شد.

## زادروزها
- ۱۸۹۴ - لویی فردینان سلین، نویسنده فرانسوی.
- ۱۹۳۱ - امامعلی حبیبی ، نخستین قهرمان المپیکی ایران و معروف به ببر مازندران.

## مرگ‌ها
- ۱۸۴۰ - نیکولو پاگانینی، نوازنده ویلن، گیتار و آهنگساز ایتالیایی.
- ۱۹۲۶ - عبدالجواد ادیب نیشابوری، ادیب، شاعر و مدرس ایرانی.
- ۱۹۳۹ - یوزف روت، نویسنده
- ۱۹۸۲ - عابدین بسیسو، نویسنده و آموزگار فلسطینی.[۱]

## مناسبت‌ها
- روز مادر در کشور بولیوی
- روز کودک در کشور نیجریه
- روز ارتش در کشور نیکاراگوئه